# Insularis (théâtre)
Pour les articles homonymes, voir Insularis.
 (novembre 2014).
Si vous disposez d'ouvrages ou d'articles de référence ou si vous connaissez des sites web de qualité traitant du thème abordé ici, merci de compléter l'article en donnant les références utiles à sa vérifiabilité et en les liant à la section « Notes et références ».
Insularis est une pièce de théâtre en deux actes, écrite par Henry Le Bal et publiée aux éditions L'Âge d'Homme en juillet 2012.
La pièce, en deux actes, a été jouée à sa publication à Ouessant et au Théâtre de l'Île Saint-Louis à Paris, du 12 octobre au 16 décembre 2012.